# 伊林卡 (羅韋尼基區)
48°5′27″N 39°13′21″E / 48.09083°N 39.22250°E
伊林卡（烏克蘭語：Іллінка）是位於烏克蘭東部的村莊，由盧甘斯克州羅韋尼基區的安特拉齊特市鎮負責管轄。該村始建於1890年，面積0.11平方公里，海拔高度197米，2001年人口26，人口密度每平方公里245.3人。